# Дойранско благотворително братство
Дойранското (Полянинското) благотворително братство „Хаджи поп Теодосий“ е патриотична и благотворителна обществена организация на македонски българи от района на Дойран, съществувала в българската столица София.

## История
Дружеството е създадено на 23 ноември 1918 година в София от бежанци от Дойран.  Според друга информация Дойранско братство „Полянин“ е учредено в Струмица от Борис Янишлиев, който изработва устава му.
На Учредителния събор на македонските бежански братства от 28 ноември 1918 година до 1 януари 1919 година представители на Дойранското братството са Никола Стоянов и Георги Кулишев.
Делегати на братството на обединителния конгрес на СМЕО и МФЕО през януари 1923 година са Георги Кулишев, секретаря на братството Стоян Стойков и Х. Харизанов. На 4 март 1923 година се провежда общото годишно събрание на братството. Секретарят Стойков докладва за дейността на братството през изминалата година, а Кулишев за работата и решенията на обединителния конгрес. Избира се ново настоятелство, в което влизат Никола Стоянов, Стоян Стойков, Илия Бугарчев, Благой Хаджипопов, Крум Бояджиев и Спиро Спирдонов. Събранието взема решения за засилване дейността на братството.  Общото годишно събрание за 1924 година се провежда на 1 юни. На 8 август тази година е приет изменен устава на братството. На общото годишно събрание към април 1926 година се избират Никола Стоянов като председател, Стоян Стойков подпредседател, Григор Стефов секретар, Т. Зафиров касиер, Йосиф Николов и Илия Стоянов членове на настоятелство, а Христо Хоризков, К. П. Костов и Димитър Бръзицов съставляват контролната комисия.
В изменения устав на братството, приет през 1924 година, пише: „Българите емигранти и бежанци от град Дойран и околията му, както и техните наследници, се организират в братство с име Дойранско (Полянско) благотворително културно-просветно братство „Хаджи поп Теодосий“. Печата на братството е елипсовиден с горния текст в околовръст, а в средата две стиснати длани, а под тях надпис „гр. София, 1916 г.“. Знамето на братството представлява картина на Дойран, а на другата страна надпис „Македония за македонците, София 23 ноември 1923 г.“ и женски образ в средата му. Годишният празник на братството е деня на „Св. св. Кирил и Методий“.
На 11 април 1925 година е избрано ново настоятелство в състав Никола Стоянов (председател), Ст. Стойков (подпредседател), Григор Стефов (секретар), Тошо Зафиров (касиер) и членове Кирил Ил. Наков и Георги Хр. Оджаков. На 4 април 1926 година на общо събрание е избрано настоятелство в състав Н. Стоянов (председател), Ст. Стойков (подпредседател), Гр. Стефов (секретар), Т. Зафиров (касиер) и членове съветници Илия Стоянов и И. Николов.
След Седмия конгрес на Съюза на македонските емигрантски организации през 1929 година Георги Кулишев от Дойранското братство подписва брошурата „Едно необходимо осветление“.
В управителното тяло на братството през 1936 година влизат Никола Стоянов (председател), Милан Дим. Мурарцалиев (подпредседател), а членове са Илия Христов Стоянов, Борис Дим. Михайлов, Тома Илиев Наков, Петър Георгиев Бугарчев, Христо Иванов Бошнаков и Кирил Кулишев Костов. През 1938 година в ръководството са Никола Стоянов (председател), Милан Дим. Мурарцалиев (подпредседател), Христо Иванов Бошнаков (секретар), Борис Дим. Михайлов (касиер), Илия Стоянов Илиев и Тома Илиев Наков са членове. В контролната комисия са Христо Делев Пецанов (председател), Петър Георгиев Бугарчев (член) и Кирил Кулишев Костов (член).
Към 1941 година председател на братството е Никола Стоянов.